# Schramm
Schramm é um sobrenome alemão, que se originou em uma alcunha de família. 
Sobrenomes deste tipo constituem uma das mais largas e variadas classes de sobrenomes. A maioria dos nomes de família dessa categoria derivam de um apodo que se referia a um atributo físico ou traço de personalidade pelo qual o seu portador original era conhecido. Neste caso, a alcunha Schramm pode ser traçada da palavra do Médio Baixo Alemão "schram", que denotava um "arranhão" ou "ferida de espada".  
Portanto, este sobrenome poderia significar uma pessoa que tinha uma cicatriz profunda, resultado de um ferimento recebido em batalha ou talvez, num duelo. Já no século XIX, tal tipo de cicatriz era tomada como identificação de honra pelos nobres, ou por aqueles que aspirassem à posição de nobreza. Alternativamente, há também casos em que o sobrenome Schramm se tenha desenvolvido da palavra do Médio Alto Alemão "schram", que se referia a uma "fenda, greta". Aqui, o sobrenome deveria identificar o seu portador inicial como um morador das cercanias deste acidente.

## Origens
A Família Schramm é remanescente de Würtenberg (Alemanha), os descendentes Albertine e Ferdinand Schramm chegaram ao Brasil (Joinville) em 1863, sobressaindo-se ao longo do tempo na indústria, comércio e agricultura.